# Gorączka O'nyong-nyong
Gorączka O'nyong-nyong (O'nyong'nyong) – choroba wirusowa występująca epidemicznie w Afryce. W przebiegu choroby występują natężone bóle stawów nazywane w języku Acholi O'nyong-nyong.

## Etiologia
Chorobę wywołuje alfawirus O'nyong-nyong (ONNV) z rodziny Togaviridae. Naturalny rezerwuar ONN nie został poznany. Za główne wektory uważa się komary Anopheles gambiae oraz Anopheles funestus. Nieznane są przypadki przeniesienia zakażenia pomiędzy ludźmi.

## Historia wystąpień
Wirus został po raz pierwszy wyizolowany podczas epidemii w Gulu w północnej Ugandzie w roku 1959. Rozprzestrzenił się także na kraje ościenne – Kenię, Tanzanię i Zambię. Do 1962 gorączka O'nyong-nyong dotknęła około 2 mln osób.
Infekcje u ludzi i zwierząt były serologicznie stwierdzane także w Nigerii, Ghanie i Sierra Leone. W latach 80. doszło do zakażeń na Wybrzeżu Kości Słoniowej.
Kolejne przypadki miały miejsce w Ugandzie w latach 1996–1997 (dystrykty Rakai, Mbarara i Masaka). Spośród 391 osób zbadanych w kierunku występowania wirusa, u 121 wykryto obecność świeżego lub przebytego zakażenia.
W 2004 ognisko wystąpiło w Czadzie.

## Objawy i przebieg
Okres inkubacji wynosi ponad tydzień. Obraz kliniczny jest zbliżony do choroby chikungunya (także wywoływanej przez togawirusa), jednak gorączka jest mniej nasilona, za to częściej występuje limfadenopatia. Po dwóch dniach pojawia się symetryczna poliartralgia (kolana, łokcie, małe stawy kończyn) a w dwa dni później uogólniona grudkowo-krostkowa wysypka. Po 1-2 tygodniach choroby obserwuje się pełne wyzdrowienie, choć w niektórych przypadkach bóle stawów mogą utrzymywać się dłużej.
Nie opisano przypadków śmiertelnych.

## Leczenie
Leczenie przyczynowe nie jest znane. Stosuje się leczenie objawowe.